# Sui Jianshuang
Pour les articles homonymes, voir Sui.
Dans ce nom chinois, le nom de famille, Sui, précède le nom personnel.
Sui Jianshuang (née le 1er février 1989 à Shenyang) est une gymnaste rythmique chinoise.

## Biographie
Sui Jianshuang remporte aux Jeux olympiques d'été de 2008 à Pékin la médaille d'argent par équipe avec Chou Tao, Lu Yuanyang, Cai Tongtong, Sun Dan et Zhang Shuo.

## Palmarès

### Jeux olympiques
- Pékin 2008
  -  médaille d'argent par équipe.